# Гольдебек
Гольдебек (нем. Goldebek; с.-фриз. Golbäk дат. Goldbæk) — коммуна в Германии, в земле Шлезвиг-Гольштейн.
Входит в состав района Северная Фризия. Подчиняется управлению Митлерес-Нордфрисланд. Население составляет 347 человек (на 31 декабря 2010 года). Занимает площадь 10,18 км².
Основана в 1321 году.
Официальным языком в населённом пункте, помимо немецкого, является севернофризский.